# Down by the Lazy River
Down by the Lazy River is een nummer van de Amerikaanse popgroep The Osmonds uit 1972.
Het nummer werd geschreven door de broers Alan en Merrill Osmond en geproduceerd door Alan Osmond en Michael Lloyd. Het werd op 15 januari 1972 uitgebracht op het platenlabel MGM met "He's the Light of the World" als B-kant. Het verscheen ook op het derde studio-album van de groep, Phase III, uit hetzelfde jaar.
In de Amerikaanse Billboard Hot 100 werd de vierde plek behaald hetgeen de groep een gouden plaat opleverde. In Canada werd de eerste plaats behaald. Hetzelfde gebeurde, in 1973, in de Nederlandse Top 40. De single bleef twee weken bovenaan deze lijst staan.

## Hitnoteringen

### Nederlandse Top 40
| Hitnotering: 10-03-1973 t/m 19-05-1973 | Hitnotering: 10-03-1973 t/m 19-05-1973 | Hitnotering: 10-03-1973 t/m 19-05-1973 | Hitnotering: 10-03-1973 t/m 19-05-1973 | Hitnotering: 10-03-1973 t/m 19-05-1973 | Hitnotering: 10-03-1973 t/m 19-05-1973 | Hitnotering: 10-03-1973 t/m 19-05-1973 | Hitnotering: 10-03-1973 t/m 19-05-1973 | Hitnotering: 10-03-1973 t/m 19-05-1973 | Hitnotering: 10-03-1973 t/m 19-05-1973 | Hitnotering: 10-03-1973 t/m 19-05-1973 | Hitnotering: 10-03-1973 t/m 19-05-1973 | Hitnotering: 10-03-1973 t/m 19-05-1973 |
| Week                                   | 1                                      | 2                                      | 3                                      | 4                                      | 5                                      | 6                                      | 7                                      | 8                                      | 9                                      | 10                                     | 11                                     |                                        |
| -------------------------------------- | -------------------------------------- | -------------------------------------- | -------------------------------------- | -------------------------------------- | -------------------------------------- | -------------------------------------- | -------------------------------------- | -------------------------------------- | -------------------------------------- | -------------------------------------- | -------------------------------------- | -------------------------------------- |
| Nummer                                 | 14                                     | 3                                      | 1                                      | 1                                      | 2                                      | 3                                      | 6                                      | 10                                     | 15                                     | 23                                     | 33                                     | uit                                    |

### Daverende Dertig
| Hitnotering: 10-03-1973 t/m 12-05-1973 | Hitnotering: 10-03-1973 t/m 12-05-1973 | Hitnotering: 10-03-1973 t/m 12-05-1973 | Hitnotering: 10-03-1973 t/m 12-05-1973 | Hitnotering: 10-03-1973 t/m 12-05-1973 | Hitnotering: 10-03-1973 t/m 12-05-1973 | Hitnotering: 10-03-1973 t/m 12-05-1973 | Hitnotering: 10-03-1973 t/m 12-05-1973 | Hitnotering: 10-03-1973 t/m 12-05-1973 | Hitnotering: 10-03-1973 t/m 12-05-1973 | Hitnotering: 10-03-1973 t/m 12-05-1973 | Hitnotering: 10-03-1973 t/m 12-05-1973 |
| Week                                   | 1                                      | 2                                      | 3                                      | 4                                      | 5                                      | 6                                      | 7                                      | 8                                      | 9                                      | 10                                     |                                        |
| -------------------------------------- | -------------------------------------- | -------------------------------------- | -------------------------------------- | -------------------------------------- | -------------------------------------- | -------------------------------------- | -------------------------------------- | -------------------------------------- | -------------------------------------- | -------------------------------------- | -------------------------------------- |
| Nummer                                 | 15                                     | 1                                      | 1                                      | 2                                      | 2                                      | 5                                      | 7                                      | 9                                      | 16                                     | 26                                     | uit                                    |

### NPO Radio 2 Top 2000
| Nummer met noteringen in de NPO Radio 2 Top 2000 | '00  | '01  | '02  | '03 | '04  | '05  |
| ------------------------------------------------ | ---- | ---- | ---- | --- | ---- | ---- |
| Down by the Lazy River                           | 1431 | 1633 | 1749 | -   | 1898 | 1980 |

1. ↑  Een '-' betekent dat het nummer niet was genoteerd en een vetgedrukt getal geeft de hoogste notering aan.
2. ↑  2000 was het eerste jaar met een notering voor dit nummer.
3. ↑  Deze tabel is bijgewerkt tot en met de laatste editie (2024).